# Barre (condado de Washington, Vermont)
Barre es un pueblo ubicado en el condado de Washington en el estado estadounidense de Vermont. En el año 2010 tenía una población de 7,924 habitantes y una densidad poblacional de 99 personas por km².

## Geografía
Barre se encuentra ubicado en las coordenadas 44°11′7″N 72°29′10″O / 44.18528, -72.48611.

## Demografía
Según la Oficina del Censo en 2000 los ingresos medios por hogar en la localidad eran de $46,563 y los ingresos medios por familia eran $53,565. Los hombres tenían unos ingresos medios de $32,873 frente a los $26,061 para las mujeres. La renta per cápita para la localidad era de $21,609. Alrededor del 5.2% de la población estaban por debajo del umbral de pobreza.